# Плоскохвосты
Плоскохво́сты, или морские крайты, или морские змеи-амфибии (лат. Laticauda), — род змей из семейства Аспиды, выделяемые в собственное семейство Laticaudinae. Самый известный вид — кольчатый плоскохвост.

## Классификация
На март 2022 года в род включают 8 видов:
- Laticauda colubrina — Желтогубый плоскохвост, или ужевидный морской крайт
- Laticauda crockeri — Озёрный плоскохвост, или крайт Крокера
- Laticauda frontalis
- Laticauda guineai
- Laticauda laticaudata — Кольчатый плоскохвост, или обыкновенный морской крайт
- Laticauda saintgironsi
- Laticauda schistorhynchus — Морская змея-амфибия Гюнтера, или раздельноносый морской крайт[2]
- Laticauda semifasciata — Большой плоскохвост, или морской крайт